# Roger Hebbelinck
Roger Hebbelinck, né le 12 août 1912 à Bruxelles et mort le 6 juin 2014 est un peintre, aquarelliste, graveur et cinéaste belge.

## Biographie
Roger Hebbelinck naît le 12 août 1912 à Bruxelles.
Élève à l'Académie royale des beaux-arts de Bruxelles, il suit les cours d'aquarelle d'Isidorus van Mens et de gravure de J. van Santen. Il est aussi l'élève d'A. Bastien, J. Delville, G. Van Strydonck, A. Stevens et de P. Mathieu.
Il grave un grand nombre d'endroits pittoresques dans des villes historiques. En 1947, il réalise les gravures à l'eau-forte des dessins de Valerius De Sadeleer pour les Vingt poèmes d'Émile Verhaeren.
En tant que cinéaste, il réalise La Naissance d'une Eau-forte qui remporte, en 1954, le prix du film documentaire au Festival de Cannes. Il réalise aussi un documentaire sur la construction de l'Atomium.
En tant qu'artiste visuel, il fonde un atelier de gravure avant la guerre en 1932 et grave de nombreux paysages urbains pittoresques en Belgique. Il fait également de la gravure et de l'aquarelle aux Pays-Bas (Mons op Zoom) et dans le sud de la France et de l'Espagne. Ses gravures en couleur qu'il réalise d'après les œuvres de ses collègues V. de Saedeleer et A. Saverys sont également remarquables. 
Il expose à la galerie Le Studio à Bruxelles en 1947 des paysages.
Il meurt en 1987. 